# Болярино
Боля́рино (болг. Болярино) — село в Пловдивській області Болгарії. Входить до складу общини Раковський.

## Населення
За даними перепису населення 2011 року у селі проживала 401 особа.
Національний склад населення села:
| Національність   | Кількість осіб | Відсоток |
| ---------------- | -------------- | -------- |
| болгари          | 268            | 69,6%    |
| цигани           | 107            | 27,8%    |
| турки            | 6              | 1,6%     |
| Всього відповіли | 385            |          |

Розподіл населення за віком у 2011 році:
Динаміка населення: